# Experimentem amb l'ART
Experimentem amb l'Art és una entitat educativa amb seu a Barcelona que treballa a partir de l'art contemporani. Té una llarga trajectòria en la creació d'interseccions entre l'educació i la cultura. Desenvolupa activitats adreçades a escoles, a un públic familiar o el públic general. Col·labora amb institucions com per exemple el CaixaForum de Madrid, la Fundació Miró de Barcelona, la Fundació Tàpies i molts altres, així com amb museus i altres institucions culturals per organitzar animacions educatives i activitats culturals paral·lels a exposicions temporals o permanents.
L'associació neix l'any 1993 a Barcelona per iniciativa de l'artista Montse Vives i Roig. L'equip es va eixamplar amb professionals de l'educació, la gestió cultural i l'educació artística. «El seu projecte va ser pioner en educació artística i, de fet, el seu mètode de treball, del tot visionari, s'ha acabat implantant en el sistema.»
L'any 2003 l'associació s'emplaçà en un espai de gestió pròpia al barri de Gràcia de Barcelona, l'Espai EART la qual cosa va possibilitar dur a terme el programa de Residència d'artistes i altres propostes. L'any 2010 s'amplià l'espai i això dona l'oportunitat de desenvolupar i consolidar el projecte. És aquest l'any en què neix el projecte d'Escola EART, que organitza «Tallers d'art», un programa d'activitats educatives en estreta vinculació amb la residència d'artistes, que té com base l'experimentació, la creativitat i la convivència directa amb els artistes.
El 2009 va rebre el Premi ACCA (Associació Catalana de Crítics d'Art) per la seva participació en el projecte La Sala d'Art Jove de la Secretaria de Joventut de la Generalitat de Catalunya, en el vessant d'espais alternatius. L'abril de 2020 l'entitat va presentar un expedient de regulació temporal d'ocupació (ERO) per causa de la crisi del Covid-19.